# أندرو كيغان
أندرو كيغان (بالإنجليزية: Andrew Keegan )‏ (و. 1979  م) هو ممثل تلفزي، وممثل مسرحي، وممثل أفلام أمريكي، ولد في لوس أنجلوس، بدأ مشواره المهني سنة 1991.

## وصلات خارجية
- أندرو كيغان على موقع IMDb (الإنجليزية)
- أندرو كيغان على موقع ألو سيني (الفرنسية)
- أندرو كيغان على موقع أول موفي (الإنجليزية)
- أندرو كيغان على موقع قاعدة بيانات الأفلام السويدية (السويدية)
- أندرو كيغان على موقع إن إن دي بي (الإنجليزية)
- أندرو كيغان على موقع قاعدة بيانات الفيلم (الإنجليزية)
- أندرو كيغان على موقع كينوبويسك (الروسية)